# Żyrmuny (Wilno)
Żyrmuny (lit. Žirmūnų seniūnija, Žirmūnai) – prawobrzeżna  dzielnica administracyjna Wilna, nad Wilią, na północ od Starego Miasta; obejmuje wschodnią część Rybaków, Pióromont, Derewnictwo, Tuskulany, Ponaryszki, Żyrmuny; graniczy ze Starym Miastem, Śnipiszkami, Werkami, Antokolem; pełni funkcje mieszkaniowe.

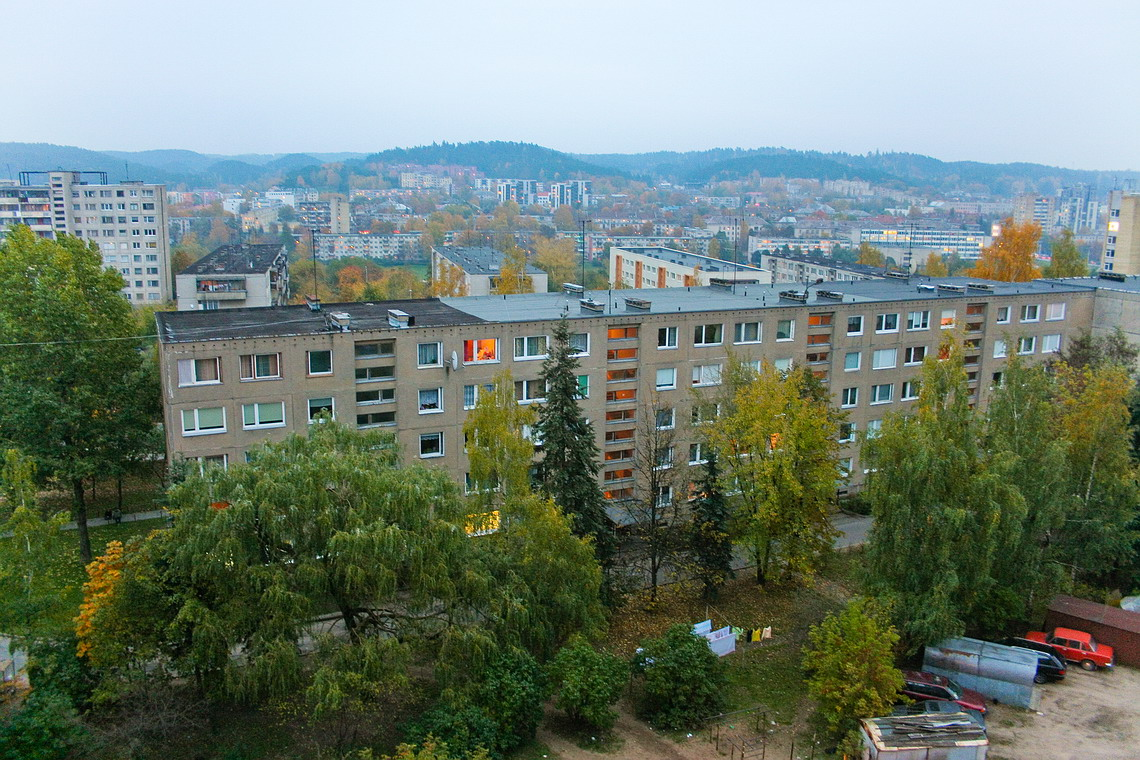

Nazwa dzielnicy pochodzi od nazwy osiedla Žirmūnai założonego w latach 60. na terenach, na których przed wojną nie było ani jednej osady – były to pola położone pomiędzy wsiami Ponaryszki, Nowe Żurawice, Trynop-Cegielnia oraz Koszarami Szeptyckiego. Nazwę osiedla, będącego pierwszym na Litwie osiedlem w całości zaprojektowanym i zbudowanym zgodnie z socjalistycznymi założeniami planistycznymi, wybrano nieprzypadkowo – Žirmūnai (pol. Żyrmuny, biał. Жырмуны, ros. Жирмуны) było miejscowością leżącą na północ od Lidy zamieszkaną w większości przez Litwinów, która po II wojnie światowej znalazła się w granicach Białorusi.

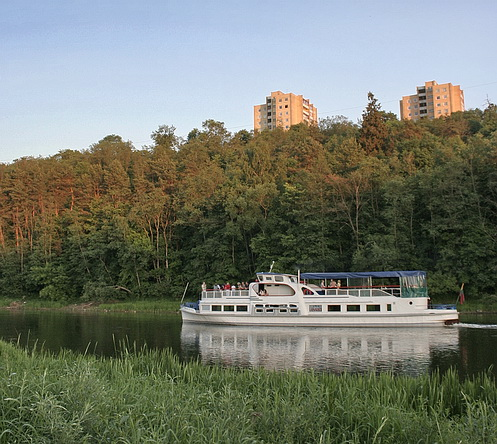
Żyrmuny, widok z Antokolu

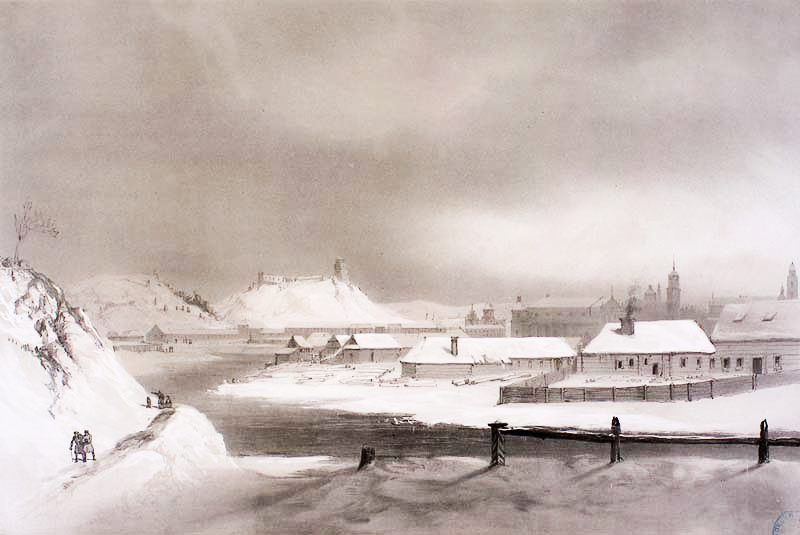
Akwarela Franciszka Smuglewicza z XIX w. – widok na znajdującą się częściowo na terenie obecnych Żyrmun osadę Rybaki

Według danych z kwietnia 2001 Żyrmuny zamieszkiwali główni Litwini (59,2%), Rosjanie (16,8%), Polacy (14,4%), Białorusini (3,8%), Ukraińcy (1,7%), Żydzi (0,8%), Tatarzy (0,2%), Łotysze (0,1%), Ormianie (0,1%), natomiast 2,9% podało inną narodowość, bądź jej nie określiło.